# Gic, Veszprém
Gic  este un sat în districtul Pápa, județul Veszprém, Ungaria, având o populație de 388 de locuitori (2011). 

## Demografie
Componența etnică a satului Gic
     Maghiari (100%)
Componența confesională a satului Gic
     Romano-catolici (67,01%)
     Fără religie (5,93%)
     Luterani (2,06%)
     Necunoscută (24,23%)
     Reformați (0,77%)
Conform recensământului din 2011, satul Gic avea 388 de locuitori. Din punct de vedere etnic, majoritatea locuitorilor (100,0%) erau maghiari.  Din punct de vedere confesional, majoritatea locuitorilor (67,01%) erau romano-catolici, existând și minorități de persoane fără religie (5,93%) și luterani (2,06%). Pentru 24,23% din locuitori nu este cunoscută apartenența confesională.